# 社會民主連線回應當前香港政治形勢變化的決議文
《社會民主連線回應當前香港政治形勢變化的決議文》是香港社會民主連線於二零一零年七月二十五日第三屆第一次特別會員大會通過的一份文件，這是主導該黨日後的政治路線及策略。

## 簡介

### 事源
民主黨在六月中聯合建制派合力通過2012香港政治改革方案，備受批評，使泛民主派從此分裂「溫和民主派」及「激進民主派」。
所以社會民主連線藉第三屆第一次特別會員大會補選行委時討論該份決議文，決定該黨未來路向，最後得全體與會會員一致通過，這是該黨回應民主黨促成政改方案後的香港政治形勢的轉變和該黨日後政治主張及策略的重要文件。

## 主張[參 5]
- 繼續以「抗爭為主」的策略爭取民主
- 強烈譴責民主黨及民協支持2012政改方案
- 泛民主派應與民主黨、民協等「求和派」作出明確區分，並要求他們確保日後不再在沒有市民授權的前提下，私自與中央政府就香港重大問題，進行談判和妥協。否則，社民連將要求他們退出泛民陣營（包括泛民飯盒會和區選協調）[參 6]
- 對於現任及新增的功能組別、以及2012年特首選舉，社民連採取「三不」策略杯葛（「不提名、不參選、不投票[注 1]」）

## 對「求和派」[參 7][參 8]

### 前言
社會民主連線將於六月二十四至五日通過2012香港政治改革方案的民主黨及民協定性為「求和派」。其與建制派的主要分別為政治議題上前者仍有發表與中共政權相反的意見，但會否被吸納為管治隊伍仍有待觀察，後者則與中共政權立場一致，而且是管治隊伍的一部份。

### 要求[參 11]
- 結束與中共政權的暗室政治
- 辭職再選，重新獲取市民的授權
- 與民主派一致表態否決中央再插手本地政改事宜

## 民主黨回應
張文光：「民主黨如何取態，用不着社民連通過一份決議文來決定和控制，看不到這份決議文對民主黨有任何約束力。標籤民主黨沒有意思，認為民主黨支持政改方案的立場，獲得不少市民支持。」